# Bananarama
Bananarama é um girl group britânico de música pop formado em 1980. Originalmente um trio, era formado pelas cantoras Sara Dallin, Siobhan Fahey e Keren Woodward. Fahey deixou o grupo em 1988 e foi substituída por Jacquie O'Sullivan até 1991, quando o trio se tornou uma dupla. Fahey voltou temporariamente ao Bananarama em 2017, e elas fizeram uma turnê pelo Reino Unido e América do Norte entre novembro e agosto de 2017. 
Os maiores sucessos do grupo no Reino Unido incluem "Cruel Summer" (1983), "Robert De Niro's Waiting..." (1984), "Love in the First Degree" (1987), "I Want You Back" (1988) e a faixa beneficente "Help!" (1989). Em 1986, elas alcançaram o primeiro lugar na parada estadunidense Billboard Hot 100, com uma regravação de "Venus". No total, elas emplacaram onze singles em várias posições dessa tabela (1983–1988). O Bananarama está associado à Segunda Invasão Britânica aos Estados Unidos, que foi impulsionada pela MTV.
Elas lideraram a parada de álbuns australiana, da ARIA Charts, em junho de 1988 com Wow! (1987), e receberam indicações aos Brit Awards. Seu sucesso rendeu reconhecimento do Guinness World Records, como o grupo só de mulheres que alcançou o maior número de entradas em paradas do mundo. Entre 1982 e 2009, elas colocaram 32 músicas nos 50 primeiros postos do UK Singles Chart. Ao longo de toda sua carreira, o Bananarama vendeu mais de 40 milhões de gravações em âmbito global.

## Integrantes
No início da década de 1980 forma-se o grupo Bananarama como um trio, com Siobhan Fahey, Keren Woodward e Sara Dallin, obtendo muito sucesso entre 1982 e 1989. Em 1988, Siobhan Fahey descontente com o percurso que a banda estava a tomar, sai do grupo e forma com Marcella Detroit a banda Shakespears Sister.
Siobhan é substituída por Jacquie O'Sullivan, mas apenas até 1991. Desde aí, a banda mantém-se como duo com Sara Dallin e Keren Woodward.

### Atuais
- Sara Dallin (1980–presente)
- Keren Woodward (1980–presente)

### Anteriores
- Siobhan Fahey (1980–1988, 1998, 2002, 2017–2018)
- Jacquie O'Sullivan (1988–1991)

## Discografia

### Álbuns de estúdio
- Deep Sea Skiving (1983)
- Bananarama (1984)
- True Confessions (1986)
- Wow! (1987)
- Pop Life (1991)
- Please Yourself (1993)
- Ultra Violet (1995)
- Exotica (2001)
- Drama (2005)
- Viva (2009)
- In Stereo (2019)
- Masquerade (2022)

### Compilações
- 1987 - 12" Mixes (Austrália)
- 1988 - The Greatest Hits Collection
- 1990 - The Greatest Remixes Collection (Ásia)
- 1991 - Special Sampler (Japão- promo)
- 1993 - Bunch of Hits
- 1996 - Master Series
- 2001 - The Very Best of Bananarama
- 2002 - The Essentials
- 2003 - Venus and Other Hits
- 2005 - Really Saying Something: The Platinum Collection
- 2006 - The Twelve Inches of Bananarama
- 2007 - Greatest Hits and More More More 61
- 2007 - The Works
- 2008 - The Very Best of Bananarama (edição de coleccionador/Europa)

### Singles
| Ano  | Título                                              | Paradas | Paradas | Paradas   | Paradas | Paradas | Paradas | Paradas | Paradas | Paradas | Paradas | Paradas | Paradas        | Álbum                    |
| Ano  | Título                                              | UK      | EUA     | EUA Dance | AUS     | NZ      | ALE     | CAN     | FRA     | JAP     | ESP     | BRA     | BRA Club Dance | Álbum                    |
| ---- | --------------------------------------------------- | ------- | ------- | --------- | ------- | ------- | ------- | ------- | ------- | ------- | ------- | ------- | -------------- | ------------------------ |
| 1981 | "Aie a Mwana"                                       | 92      | -       | 66        | -       | -       | -       | -       | -       | -       | -       | -       | -              | Deep Sea Skiving         |
| 1982 | "T'ain't What You Do (It's the Way That You Do It)" | 4       | -       | 49        | 55      | 37      | -       | -       | -       | -       | -       | 5       | 35             | Fun Boy Three            |
| 1982 | Really Saying Something"                            | 5       | -       | 16        | 74      | -       | -       | -       | -       | -       | -       | 9       | 1              | Deep Sea Skiving         |
| 1982 | "Shy Boy"                                           | 4       | 83      | 14        | 2       | 5       | -       | 7       | -       | -       | -       | 1       | 1              | Deep Sea Skiving         |
| 1982 | "Cheers Then"                                       | 45      | -       | -         | -       | -       | -       | -       | -       | -       | -       | 88      | -              | Deep Sea Skiving         |
| 1982 | "He's Got Tact" (apenas no Japão)                   | -       | -       | -         | -       | -       | -       | -       | -       | 22      | -       | -       | -              | Deep Sea Skiving         |
| 1983 | "Na Na Hey Hey Kiss Him Goodbye"                    | 5       | -       | 14        | 38      | 29      | -       | -       | -       | 3       | -       | 3       | 4              | Deep Sea Skiving         |
| 1983 | "Cruel Summer"                                      | 8       | 9       | 11        | 32      | 32      | 24      | -       | 24      | 15      | -       | 1       | 1              | Bananarama               |
| 1984 | "Robert De Niro's Waiting"                          | 3       | 95      | -         | 40      | -       | 7       | -       | -       | -       | -       | 1       | -              | Bananarama               |
| 1984 | "Rough Justice"                                     | 23      | -       | -         | -       | -       | 63      | -       | -       | -       | -       | 12      | -              | Bananarama               |
| 1984 | "King of the Jungle" (apenas no Japão)              | -       | -       | -         | -       | -       | -       | -       | -       | 2       | -       | -       | -              | Bananarama               |
| 1984 | "Hot Line to Heaven"                                | 58      | -       | -         | -       | -       | -       | -       | -       | -       | -       | 50      | -              | Bananarama               |
| 1984 | "The Wild Life"                                     | -       | 70      | -         | -       | -       | -       | -       | -       | -       | -       | 36      | 11             | Bananarama               |
| 1985 | "Do Not Disturb"                                    | 31      | -       | -         | -       | -       | -       | -       | -       | -       | -       | 10      | 3              | True Confessions         |
| 1986 | "Venus"                                             | 8       | 1       | 1         | 1       | 1       | 1       | 1       | 1       | 1       | 1       | 1       | 1              | True Confessions         |
| 1986 | "More Than Physical"                                | 41      | 73      | 5         | 28      | -       | 38      | -       | -       | -       | -       | 17      | 1              | True Confessions         |
| 1987 | "A Trick of the Night"                              | 32      | 76      | 39        | 99      | -       | -       | -       | -       | -       | -       | 13      | 9              | True Confessions         |
| 1987 | "Set on You" (apenas no Canadá)                     | -       | -       | -         | -       | -       | -       | 61      | -       | -       | -       | -       | -              | —                        |
| 1987 | "I Heard a Rumour"                                  | 14      | 4       | 3         | 32      | 8       | 37      | 2       | -       | 1       | -       | 1       | 1              | Wow!                     |
| 1987 | "Love in the First Degree"                          | 3       | 48      | 10        | 5       | 11      | 21      | -       | -       | 1       | -       | 7       | 1              | Wow!                     |
| 1987 | "I Can't Help It"                                   | 20      | 47      | 7         | 27      | -       | 31      | -       | -       | -       | -       | 25      | -              | Wow!                     |
| 1988 | "I Want You Back"                                   | 5       | -       | -         | 3       | 10      | 29      | -       | -       | -       | 2       | 15      | -              | Wow!                     |
| 1988 | "Bananarama Mega-Mix" (apenas no Japão e Espanha)   | -       | -       | -         | -       | -       | -       | -       | -       | -       | -       | -       | -              | Wow!                     |
| 1988 | "Love, Truth and Honesty"                           | 23      | 89      | 26        | 32      | 20      | 42      | -       | -       | -       | -       | 20      | 10             | Greatest Hits Collection |
| 1988 | "Nathan Jones"                                      | 15      | -       | -         | 61      | 22      | -       | 12      | -       | -       | -       | 18      | -              | Greatest Hits Collection |
| 1989 | "Help!"                                             | 3       | -       | -         | 25      | 35      | 8       | -       | -       | -       | -       | 8       | -              | Greatest Hits Collection |
| 1989 | "Cruel Summer'89"                                   | 19      | -       | -         | -       | -       | 24      | -       | -       | -       | -       | -       | 1              | Greatest Hits Collection |
| 1989 | "Megarama '89"                                      | -       | -       | -         | -       | -       | -       | -       | -       | -       | -       | -       | -              | Greatest Hits Collection |
| 1990 | "Only Your Love"                                    | 27      | -       | -         | 51      | 49      | -       | -       | -       | -       | -       | 37      | -              | Pop Life                 |
| 1991 | "Preacher Man"                                      | 20      | -       | -         | -       | -       | 46      | -       | -       | -       | -       | 35      | -              | Pop Life                 |
| 1991 | "Long Train Running"                                | 30      | -       | -         | -       | -       | 45      | -       | -       | -       | -       | 45      | -              | Pop Life                 |
| 1991 | "Tripping on Your Love"                             | 76      | -       | 14        | -       | -       | -       | -       | -       | -       | -       | -       | -              | Pop Life                 |
| 1992 | "Movin' On"                                         | 24      | -       | -         | -       | -       | 52      | -       | -       | -       | -       | 14      | 1              | Please Yourself          |
| 1992 | "Last Thing on My Mind"                             | 71      | -       | -         | -       | -       | 63      | -       | -       | -       | -       | -       | -              | Please Yourself          |
| 1993 | "More, More, More"                                  | 24      | -       |           | -       | -       | 65      | -       | -       | 5       | -       | 4       | 1              | Please Yourself          |
| 1995 | "I Found Love" (apenas no Japão)                    | -       | -       | -         | -       | -       | -       | -       | -       | 15      | -       | -       | -              | Ultra Violet             |
| 1995 | "Every Shade of Blue"                               | 93      | -       | 41        | -       | -       | -       | -       | -       | -       | -       | -       | -              | Ultra Violet             |
| 1996 | "Take Me to Your Heart"                             | -       | -       | -         | -       | -       | -       | -       | -       | -       | -       | -       | -              | Ultra Violet             |
| 2001 | "Careless Whisper" (apenas na França)               | -       | -       | -         | -       | -       | -       | -       | 18      | -       | -       | -       | -              | Exotica                  |
| 2001 | "If" (apenas na França)                             | -       | -       | -         | -       | -       | -       | -       | 36      | -       | -       | -       | -              | Exotica                  |
| 2005 | "He Was Really Saying Something"                    | -       | -       | -         | -       | -       | -       | -       | -       | -       | -       | -       | -              | Drama                    |
| 2005 | "Move in My Direction"                              | 14      | -       | 14        | 41      | -       | 93      | -       | -       | -       | -       | 38      | 11             | Drama                    |
| 2005 | "Look on the Floor (Hypnotic Tango)"                | 26      | -       | 2         | 95      | -       | -       | -       | -       | -       | 12      | 57      | 17             | Drama                    |
| 2009 | "Love Comes"                                        | 44      | -       | -         | -       | -       | -       | -       | -       | 2       | -       | -       | 36             | Viva                     |